# 约瑟夫·冯·哈默尔-普尔格斯塔尔
约瑟夫·冯·哈默尔-普尔格斯塔尔（德語：Joseph von Hammer-Purgstall，1774年6月9日—1856年11月23日），是奥地利历史学家。

## 生平

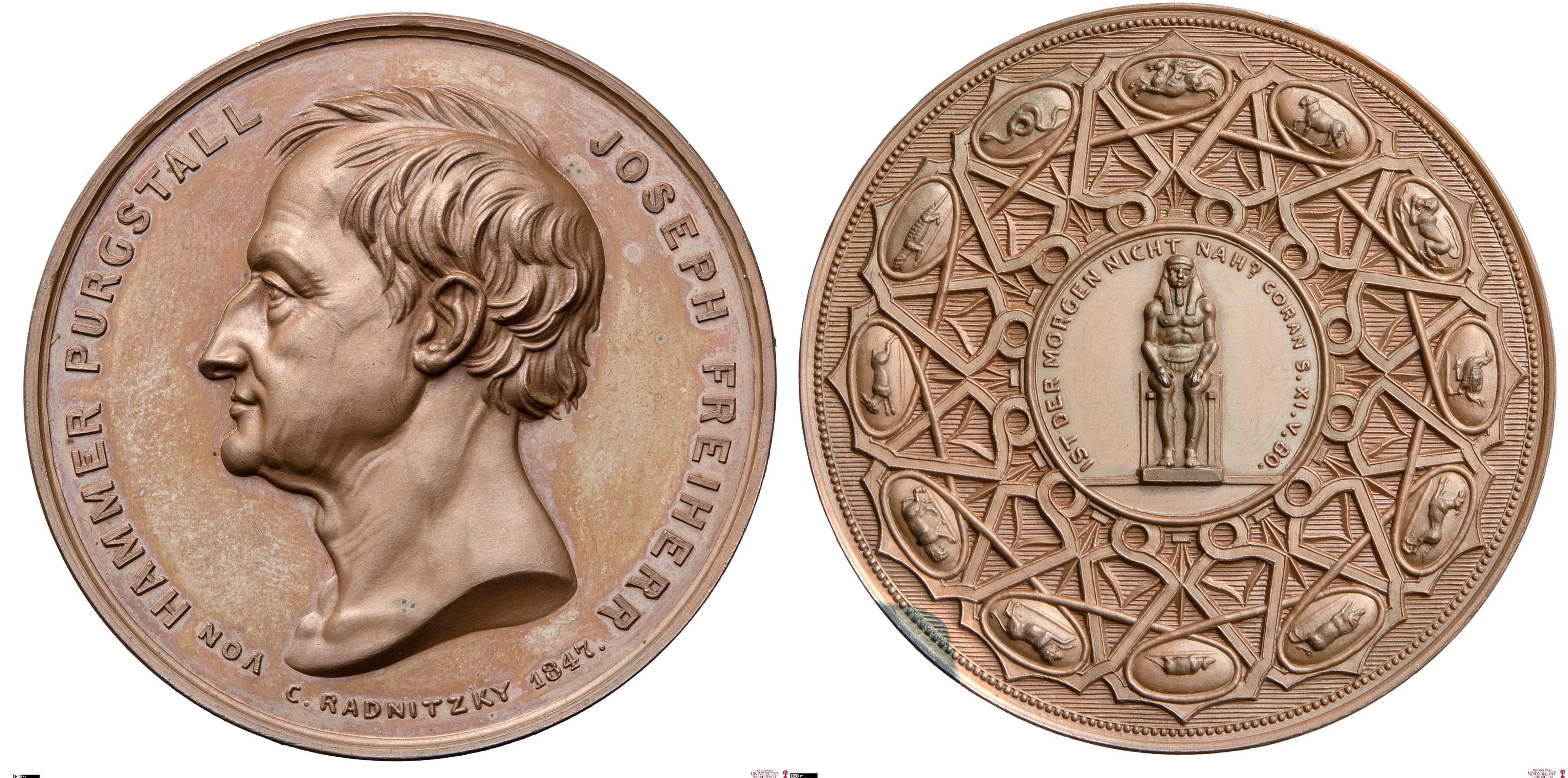
约瑟夫·冯·哈默尔-普尔格斯塔尔的勋章（1847）

哈默尔-普尔格斯塔尔出生于施泰尔马克州格拉茨，主要在维也纳接受教育。1796年成为外交官，1799年被任命为奥地利驻伊斯坦布尔大使馆官员。他曾在西德尼·史密斯与约翰·亨利-哈钦森将军麾下，参与对抗法兰西第一共和国军队的战斗。1807年返回奥地利后进入枢密院，1824年获封骑士（Chevalier）称号。
他在长达50年的学术生涯中研究领域广泛，出版了大量阿拉伯語、波斯語、土耳其語的校订本及译著。尤其以首次在西欧完整翻译哈菲兹詩集诗集闻名。但因著作数量庞大，也屡遭专业学者批评。
1847年，他受友人路德维希·奥古斯特·冯·弗兰克尔赠予勋章。勋章背面刻有其部分著作图案。1856年11月23日，他在维也纳逝世。